# 帕克西
帕克西（希臘語：Παξοί）是希腊伊奧尼亞群島大區克基拉专区的市镇，行政中心为耶奥斯村。市镇面积为30.121平方公里，2021年人口数量为2,466人。
此市镇包括帕克西岛及其附属岛屿。